# Robert Mulvee
Robert Edward Mulvee (ur. 15 lutego 1930 w Bostonie, Massachusetts, zm. 28 grudnia 2018 w North Smithfield) – amerykański duchowny katolicki, biskup Providence w latach 1997–2005.

## Życiorys
Do kapłaństwa przygotowywał się w Bloomfield, Ottawie i Leuven. Podczas pobytu w Belgii otrzymał święcenia kapłańskie 30 czerwca 1957 i inkardynowany został do diecezji Manchester. W roku 1964 uzyskał doktorat z prawa kanonicznego na Uniwersytecie Laterańskim w Rzymie. Przez wiele lat pracował w kurii diecezjalnej. Od 1966 roku nosił tytuł prałata.
15 lutego 1977 papież Paweł VI mianował go biskupem pomocniczym Manchesteru ze stolicą tytularną Summa. Sakry udzielił mu jego ówczesny zwierzchnik bp Odore Gendron.
19 lutego 1985 mianowany ordynariuszem Wilmington. 9 lutego 1995 przeniesiony na stanowisko koadiutora biskupa Providence. Sukcesję przejął 11 czerwca 1997. Na emeryturę przeszedł 31 marca 2005.